# Crystals of Arborea
Crystals of Arborea est un jeu vidéo de rôle médiéval-fantastique développé et édité par la société française Silmarils sur Amiga, Atari ST et DOS en 1990. C'est le précurseur de la série de jeux Ishar.

## Synopsis
Le seigneur Morgoth (dont le nom est inspiré par Morgoth, le premier seigneur des ténèbres dans Le Seigneur des anneaux et Le Silmarillion de J. R. R. Tolkien) a conquis la terre d'Arborea. Le joueur incarne le seigneur elfe Jarel et ses six compagnons, qui sont les seuls êtres à échapper à la domination de Morgoth. Le but du jeu est de récupérer les quatre cristaux elfiques et de les placer sur quatre tours, tout en échappant aux troupes de Morgoth.

## Système de jeu
Crystals of Arborea se déroule intégralement en extérieur. Lorsque des serviteurs de Morgoth attaquent les héros, le combat est réglé sur un plateau tactique. Détail original, il est possible de diviser son équipe pour accomplir ses buts plus vite.